# Запорізький виробничий алюмінієвий комбінат
Запорі́зький виробничий алюмі́нієвий комбіна́т (Публічне акціонерне товариство «Запорізький виробничий алюмінієвий комбінат», «ЗАлК») — українське підприємство, до фактичного припинення діяльності — єдиний виробник первинного алюмінію в Україні.

## Історія

### 1930—1991
Будівництво алюмінієвого заводу (в складі Дніпровського алюмінієвого комбінату) в Запоріжжі почалося у 1930 році відповідно до плану ГОЕЛРО. Завод став першим підприємством алюмінієвої промисловості СРСР.
У 1933 році випущена перша продукція алюмінію в злитках.
У 1934 році реорганізований в Дніпровський алюмінієвий завод.
До початку Другої світової війни завод був найбільшим підприємством алюмінієвої промисловості в Європі. Після закінчення Другої світової війни завод реконструйований і значно розширений.
У 1949 році в експлуатацію введено електролізний цех.
У 1955 році введений глиноземний цех.
У 1958 році введено цех з виробництва кристалічного кремнію, а в 1963 році — цех по виробництву залізного порошку.
У 1965 році введений перший в світі цех по виробництву алюмокремнієвих сплавів електротермічним способом.
У 1966 році завод був нагороджений орденом Леніна.
На початку 1980 року основною продукцією заводу були алюмінієві зливки, алюмінієва катанка, глинозем і алюмокремнієві сплави. Крім того, завод випускав товари народного споживання.

### Приватизація
30 вересня 1994 року підприємство було реструктуризовано в ПАТ «Запорізький виробничий алюмінієвий комбінат» із статутним капіталом 155 682 280 грн, номінал акції — 0,25 грн, кількість випущених акцій — 622 729 120 шт.
У 1999 році розпочався пільговий розпродаж акцій підприємства — 6,991 % акцій ВАТ «ЗАлК» на суму 10 882 979 грн було продано працівникам комбінату.
У 2000 році Фонд державного майна України провів відкриті торги з продажу контрольного пакета акцій ПАТ «ЗАлК» у розмірі 68,01 % статутного фонду. Тендер проводився в два етапи. На першому комісія не змогла доступно розтлумачити критерії, які чітко визначають приналежність конкурсантів до «промислових інвесторів». На другому етапі оцінювалися інвестиційні зобов'язання конкурсантів.
У лютому 2001 року переможцем першого етапу став консорціум «Металургія» в особі ВАТ «Красноярський алюмінієвий завод», що запропонував $101,5 млн, а ЗАТ «АвтоВАЗ-Інвест» посіло в конкурсі друге місце, запропонувавши за акції «ЗАлКу» $68 млн.
На другому етапі переможцем виявився ВАТ «РУСАЛ», що запропонував вигідніші інвестиційні зобов'язання. Проте ФДМ визначив переможцем ЗАТ «АвтоВАЗ-Інвест», оскільки «Красноярський алюмінієвий завод» не надав банківських гарантій і дозволу на купівлю від Антимонопольного комітету України.
Між Фондом державного майна і «АвтоВАЗ-Інвест» було підписано договір купівлі-продажу, де було зафіксовано, що однією з умов угоди є внесення інвестицій на суму, еквівалентну $200 млн для переоснащення й реконструкції виробництва «ЗАлК». Пакет акцій (25 % +1 акція терміном на три роки) залишався в державній власності.
У квітні 2002 року новий власник, «АвтоВАЗ-Інвест», спробував за рахунок додаткової емісії акцій на суму 274 540 657,5 грн розмити блокуючий пакет акцій, що належав державі (25 % плюс 1 акція). Залучені від розміщення акцій кошти планувалося направити на виконання інвестиційних зобов'язань, узятих російським «АвтоВАЗ-Інвест» при купівлі на конкурсі 68,01 % акцій ВАТ «ЗАлК». Проти цього виступив ФДМ, пояснивши, що пункт про залучення додаткових інвестицій уже передбачено договором купівлі-продажу вказаного пакета.
У 2004 році ПАТ «ЗАлК» знову опинилося в центрі уваги: власника комбінату — російський «АвтоВАЗ-Інвест» — обвинувачують у невиконанні інвестиційних зобов'язань. Обіцяних інвестицій на $200 млн не було зроблено, тим часом саме ця сума стала остаточним аргументом на користь ЗАТ «АвтоВАЗ-Інвест» під час тендеру.
У 2004 році власником комбінату стала російська група «СУАЛ», що входила у десятку найбільших алюмінієвих компаній світу.
У 2007 році «ЗАлК» перейшов під контроль об'єднаної компанії «РУСАЛ», створеної у березні того ж року шляхом злиття «РУСАЛ», «СУАЛ» і глиноземних активів швейцарського трейдера «Glencore».
У 2007 році вироблено 265 000 тонн глинозему і 113 000 тонн алюмінію. Виручка — 1,9 мільярда гривень, чистий прибуток — 95,2 мільйона гривень. 97,5 % акцій володіла російська компанія «РУСАЛ» Олега Дерипаски.
Через негативний стан підприємства та невиконання РУСАЛом інвестиційних зобов'язань 22 березня 2012 року Господарським судом міста Києва прийнято рішення про повернення в держвласність України 68 % акцій «ЗАлК», які належать РУСАЛу. Таке ж рішення прийняв Київський апеляційний господарський суд. Однак РУСАЛ оскаржив його в касаційному порядку.
12 березня 2015 року Верховний Суд України підтвердив постанову Вищого господарського суду про повернення в державну власність 68,01 % акцій ЗАлКу, в зв'язку з невиконанням його власниками інвестиційних зобов'язань. При цьому російська об'єднана компанія «РУСАЛ» мільярдера Олега Дерипаски, що раніше володіла зазначеним пакетом акцій комбінату заявила, що має намір оскаржити в міжнародних судах дане рішення.
За підсумками аудиту звітності «ЗАлК» за 2015 рік було встановлено, що підприємство отримало чистий збиток на суму 2,04 млрд грн, а зобов'язання компанії на початок року перевищували вартість його активів на 5,48 млрд грн.
Міжвідомча робоча група для координації дій із забезпечення стабільної господарської діяльності виробника алюмінію «Запорізького виробничого алюмінієвого комбінату» ухвалила рішення про доцільність приватизації 68,01 % суспільства, раніше повернутих у державну власність.
31 серпня 2016 року на алюмінієвому комбінаті з червоною стрічкою і оркестром запустили в роботу цех по виплавці алюмінієвої катанки. За перший день було вироблено 40 тонн продукту. Орієнтир на рік — 18 тис. тонн. Приблизно стільки ж було вироблено і у 2013 році — останньому, коли прокатний цех працював більш-менш стабільно. У 2014 році виробництво вже загасало, поки не зійшло нанівець. При проектній потужності ЗАлКу в 100 тис. тонн/рік — нинішня виробнича мета може здатися вельми невибагливою, але при існуючому стані справ на комбінаті навіть цю висоту взяти буде непросто. Основні камені спотикання — низька рентабельність прокатного виробництва і нестача оборотних коштів.
27 вересня 2016 року Вищий господарський суд України залишив в силі рішення судів про розірвання договорів купівлі-продажу 68,01 % акцій ПАТ «Запорізький виробничий алюмінієвий комбінат» вартістю за договором понад 380 млн грн і повернення їх у власність держави».
У травні 2018 року Рада національної безпеки і оборони України підтримала введення санкцій проти юридичних і фізичних осіб, пов'язаних з російською збройною агресією проти України, а також щодо яких уряду США та країн ЄС застосували відповідні рішення. У цьому списку значиться російський бізнесмен Олег Дерипаска, який володіє 48 % часткою РУСАЛ. Наприкінці травня 2018 року Олег Дерипаска вийшов з ради директорів Русала, де він був невиконавчим директором, через санкції США.
У вересні 2018 року Служба безпеки України запросила Раду національної безпеки і оборони України (РНБО) застосувати санкції щодо компаній «РУСАЛ», «Judson Trading Limited» і іноземних громадян, причетних до знищення Запорізького виробничого алюмінієвого комбінату. За висновком експертів, в результаті таких дій державі завдано збитків на понад $39 млн та 100 млн грн.

### Сьогодення
Виробництво первинного алюмінію було зруйновано російським власником «РУСАЛ»: «Було вирізано 8 тис. тонн алюмінієвих шин і понад 10 тис. тонн алюмінієвих сплавів — анодний і катодний електроди — вирізані і продані, виробництво було зруйновано».
У 2016 році відновлено виробництво алюмінієвої катанки, що дозволяє виробляти 1,5—1,7 тис. тонн продукції на місяць. Після відновлення виробництва алюмінієвої катанки було випущено 630 тонн продукції. Однак через відсутність у комбінату статусу платника ПДВ (станом на 2016 рік) реалізація продукції була неможливою. Причина відсутності статусу — рішення попереднього керівництва і російських акціонерів про ліквідацію підприємства. При цьому 200 тонн катанки було вироблено з давальницької сировини, а понад 400 тонн катанки знаходилося на складі.
На ЗАлКу випускали не тільки алюміній, але і кремній. Єдиний в Україні цех з виробництва кремнію на 80 % «живий». При належному фінансуванні і наявності сировини дві печі для виплавки кремнію зможуть заробити. Зараз цех посилено охороняють.
Статус платника ПДВ комбінат отримав в середині січня 2017 року і тепер може реалізовувати продукцію.
ЗАлК за підсумками 2016 року скоротив чистий збиток в 2,6 рази в порівнянні з 2015 роком — до 787,635 млн ₴. з 2 млрд 43,755 млн ₴, непогашений збиток до кінця 2016 року становив 6 млрд 731,057 млн ₴.
Підприємство за 2016 рік збільшило сумарну дебіторську заборгованість в 3,1 рази — до 50,081 млн ₴, поточні зобов'язання — на 14,8 %, до 6 млрд 327,633 млн ₴, тоді як довгострокові зобов'язання знизилися на 9 % — до 165,662 млн ₴.
Вартість активів комбінату у 2016 році зросла на 11,5 % — до 241,651 млн ₴, в тому числі знизилася вартість основних засобів — на 15,1 %, до 119,943 млн ₴.
Чисельність працівників ЗАлКу у 2016 році зросла на 72,5 % — до 207 осіб.
Запорізький алюмінієвий комбінат запустив чавуноливарний цех, підготував до роботи ще три підрозділи. У 2017 році має намір отримати до 50 млн ₴ прибутку.
Запорізький алюмінієвий комбінат був єдиним в Україні виробником первинного алюмінію. На ділянці виробництва алюмінієвої катанки з металевої сировини після нагрівання і прокатки створювалися рулони алюмінієвого прута діаметром 9,5 або 12,5 мм. На сьогодні — це єдиний цех ЗАлКу, який готовий виготовляти товарну продукцію.
На алюмінієвому комбінаті у найкращі часи працювали понад 10 тисяч осіб. Зараз — близько 100. Це співробітники адміністрації — керівництво, юристи, обслуговчий персонал, бухгалтерія, а також — безліч охорони.
Нині триває трудомісткий процес підготовки ЗАлКу до приватизації. Фонд держмайна зобов'язаний по закону провести повторну приватизацію. Зараз визначаються зі стартовою ціною, потім — буде конкурс і продаж підприємства.
На початку 2023 року Україна стягнула 29,54% акцій ЗАлКу через ВАКС в межах санкцій проти Дерипаски.
26 лютого 2024 року в управління Фонду державного майна України перейшла ця частина акцій. Загалом держава володіє 97,5% акцій заводу.